# 何公敢
何公敢（1889年—1977年），原名崧龄，男，福建福清人，中华民国及中华人民共和国政治人物，中国民主同盟盟员，中国国民党革命委员会第一届中央执行委员会常务委员。

## 生平
何公敢是福建省福清市龙田镇人。
1977年病逝于福州。